# (9989) 1997 SG16
(9989) 1997 SG16 là một tiểu hành tinh vành đai chính. Nó bay quanh Mặt Trời theo chu kỳ 4.82 năm.
Discovered bởi Nobuhiro Kawasato ngày 27 tháng 9 năm 1997, Tên chỉ định của nó là 1997 SG16.